# ターンブルステークス
ターンブルステークス（Turnbull Stakes）とはオーストラリアのフレミントン競馬場で行われる競馬の競走である。

## 概要
グループ制ではG1に類される。施行距離は芝2000メートルで、出走条件は4歳以上馬。賞金総額は100万AUD。コックスプレートへの重要な一戦のひとつで、有力馬が多く集まるレースである。2006年までは長らくG2競走であったが、2007年からはG1へ昇格となった。
なお、本競走を優勝するとコーフィールドカップへの優先出走権が与えられることになっている。

## 歴史
- 1948年 12ハロンのハンデキャップレースとして創設。
- 1964年 別定競走に変更。
- 1971年 距離を2000メートルに変更。グループ制導入によりG2に指定される。
- 2007年 G1に昇格。

## 近年の勝ち馬
- 2024年 Via Sistina[1]
- 2023年 Gold Trip[2]
- 2022年 Smokin' Romans[3]
- 2021年 Incentivise[4]
- 2020年 Verry Elleegant
- 2019年 Kings Will Dream[5]
- 2018年 Winx[6]
- 2017年 Winx[7]
- 2016年 Hartnell[8]
- 2015年 Preferment[9]
- 2014年 Lucia Valentina[10]
- 2013年 Happy Trails
- 2012年 Green Moon
- 2011年 December Draw
- 2010年 Zipping
- 2009年 Efficient
- 2008年 Littorio
- 2007年 Devil Moon
- 2006年 Sphenophyta
- 2005年 Makybe Diva
- 2004年 Elvstroem
- 2003年 Studebaker
- 2002年 Northerly
- 2001年 Sunline
- 2000年 Fairway
- 1999年 Sky Heights
- 1998年 Aerosmith
- 1997年 Marble Halls
- 1996年 Doriemus
- 1995年 All Our Mob
- 1994年 Redding
- 1993年 The Phantom Chance
- 1992年 Naturalism
- 1991年 Let's Elope
- 1990年 Better Loosen Up
- 1989年 Super Impose
- 1988年 Vo Rogue